# مک‌لارن ام‌پی۴/۸
مک‌لارن ام‌پی۴/۸ (به انگلیسی: ‎McLaren MP4/8‎) یک خودروی مسابقه‌ای فرمول یک بود که توسط نیل اوتلی طراحی شد و توسط مک‌لارن برای شرکت در مسابقات فرمول یک فصل ۱۹۹۳ ساخته شد. مایکل اندرتی، میکا هاکینن و آیرتون سنا رانندگانی بودند که در این فصل با این خودرو رانندگی کردند.
پیشرانهٔ این خودرو از نوع وی۸ ‎۷۵°‎ با حجم ۳۴۹۴ سی‌سی بوده و جعبه‌دندهٔ آن ۶ دنده به‌صورت نیمه‌خودکار بود.
این خودرو مجموعاً در ۱۶ مسابقه شرکت کرد و در این مسابقات ۵ بار به پیروزی دست یافت. همچنین ۱ پول پوزیشن با استفاده از این خودرو کسب شد و ۱ بار نیز سریع‌ترین زمان برای طی یک دور پیست توسط این خودرو به ثبت رسید.